# NGC 6471-1
NGC 6471-1 is een spiraalvormig sterrenstelsel in het sterrenbeeld Draak. Het hemelobject werd op 25 september 1886 ontdekt door de Amerikaanse astronoom Lewis A. Swift.

## Synoniemen
- UGC 10973
- MCG 11-21-23
- ZWG 321.38
- ZWG 322.9
- PGC 60773